# Macropodus phongnhaensis
Фонгнянський макропод (Macropodus phongnhaensis) — тропічний прісноводний вид лабіринтових риб з родини осфронемових (Osphronemidae), підродина макроподові (Macropodusinae).
Поширений на території національного парку Фонг-Ня-Ке-Банг у провінції Куангбінь, що на півночі Центрального В'єтнаму. Від назви парку отримав свою видову назву phongnhaensis.
2005 року в третьому томі видання «Прісноводні риби В'єтнаму» в'єтнамські вчені описали чотири нові види макроподів (M. baviensis, M. lineatus, M. oligolepis і M. phongnhaensis). Описи не містять додаткової інформації, за якими ознаками новий вид відрізняється від вже описаних. Наведено лише деякі критерії розмежування нових видів. Оскільки текст написаний в'єтнамською, нелегко визначити його основні пункти. Незважаючи на ретельний підхід, можливість помилок перекладу з цієї екзотичної мови не може бути повністю виключена.
Оригінальний опис заснований на голотипі стандартною (без хвостового плавця) довжиною 40 мм і трьох паратипах стандартною довжиною 36,2-38 мм. M. phongnhaensis має вирізаний хвостовий плавець, у спинному плавці 12-14 твердих і 5 м'яких променів, у анальному — 16-17 твердих і 11-12 м'яких. Початок спинного плавця розташований перед початком анального плавця (як і у M. lineatus), а початок черевних плавців чітко позаду початку грудних плавців. Малюнок на тілі, що складається з горизонтальних смужок, є унікальним серед представників роду Macropodus. У порівнянні з M. lineatus фонгнянський макропод має менше твердих променів в анальному плавці й менше лусок у бічній лінії.
Можливо, Macropodus phongnhaensis є лише синонімом Macropodus erythropterus.